# Odontolytes minuta
Odontolytes minuta är en skalbaggsart som beskrevs av Rudolph Petrovitz 1973. Odontolytes minuta ingår i släktet Odontolytes och familjen Aphodiidae. Inga underarter finns listade i Catalogue of Life.